# Bahnhof Burgdorf BE
| BE ist das Kürzel für den Kanton Bern in der Schweiz. Es wird verwendet, um Verwechslungen mit anderen Einträgen des Namens Bahnhof Burgdorf zu vermeiden. |

Der Bahnhof Burgdorf ist ein Bahnhof in Burgdorf im Schweizer Kanton Bern, der von den Schweizerischen Bundesbahnen (SBB) betrieben wird.

## Geschichte

### Erstes Empfangsgebäude
Der Bahnhof Burgdorf wurde als Teil der Bahnstrecke Olten–Bern von der Schweizerischen Centralbahn (SCB) geplant und am 16. Juni 1857 eingeweiht. Im Empfangsgebäude befanden sich eine Eingangshalle mit Billettschalter und Einnehmerei, zwei Wartesäle für Reisende der 1. und 2. beziehungsweise 3. Klasse, die Gepäckexpedition, das Stations- und Vorsteherbüro sowie ein Durchgang zum ungedeckten Perron. Dazu kamen weitere freistehende Gebäude aus Holz, welche die Güterexpedition, Aborthäuschen, Magazin, Fahrzeug- und Postremise beinhalteten. Der Bahnhof verfügte über eine Drehscheibe zum Wenden der Dampflokomotiven sowie je drei Stumpen- und Remisengleise.
Später wurde der Bahnhof an die neue Linie der Emmentalbahn angeschlossen. Am 26. Mai 1875 fuhr der erste Zug ab Burgdorf nach Solothurn und am 12. Mai 1881 nach Langnau.

### BTB-Bahnhofsgebäude
1896 wurde die Gesellschaft der Burgdorf-Thun-Bahn (BTB) gegründet, die am 19. Juli 1899 ihren Betrieb mit einem separaten Empfangsgebäude in Burgdorf aufnahm. Das Empfangsgebäude war im Laubsägestil und die Bahnsteighalle im Jugendstil gestaltet.
1941 bis 1942 wurden das Bahnhofsgebäude und die Bahnsteighalle zugunsten eines Neubaus abgerissen. Anstelle der Jugendstil-Perronhalle folgte eine Hetzerkonstruktion als Bedachung. Der zweigeschossige Neubau beherbergte die Einnehmerei, das Gepäcklokal, die Zugspersonalzimmer und eine Dienstwohnung. Betriebliche und wirtschaftliche Gründe führten am 1. November 1968 zur Übergabe der bisherigen Billettausgabe an die Einnehmerei der SBB. In der Folge wurde das Gebäude abgebrochen und ein fünfgeschossiges Geschäftshaus errichtet.

### Zweites Empfangsgebäude

Historische Aufnahme des Empfangsgebäudes (1966)

Im Frühjahr 1955 begann der Abbruch des ersten Empfangsgebäudes. Der Neubau wurde im März 1957 fertiggestellt. Im Erdgeschoss waren die üblichen Betriebsräume und das Auskunftsbüro untergebracht. In die oberen Stockwerke wurden drei 4-Zimmer-Wohnungen, ein Konferenzsaal und Büros für den Bahnmeister integriert. In zwei eingeschossigen Nebengebäuden befanden sich der Postumlad, WC-Anlagen, ein Wartesaal und ein Kiosk. Im neuen Bahnhofsgebäude wurden schweizweit erstmalig Billettdruckmaschinen eingerichtet.

### Renovationen und Umbauten

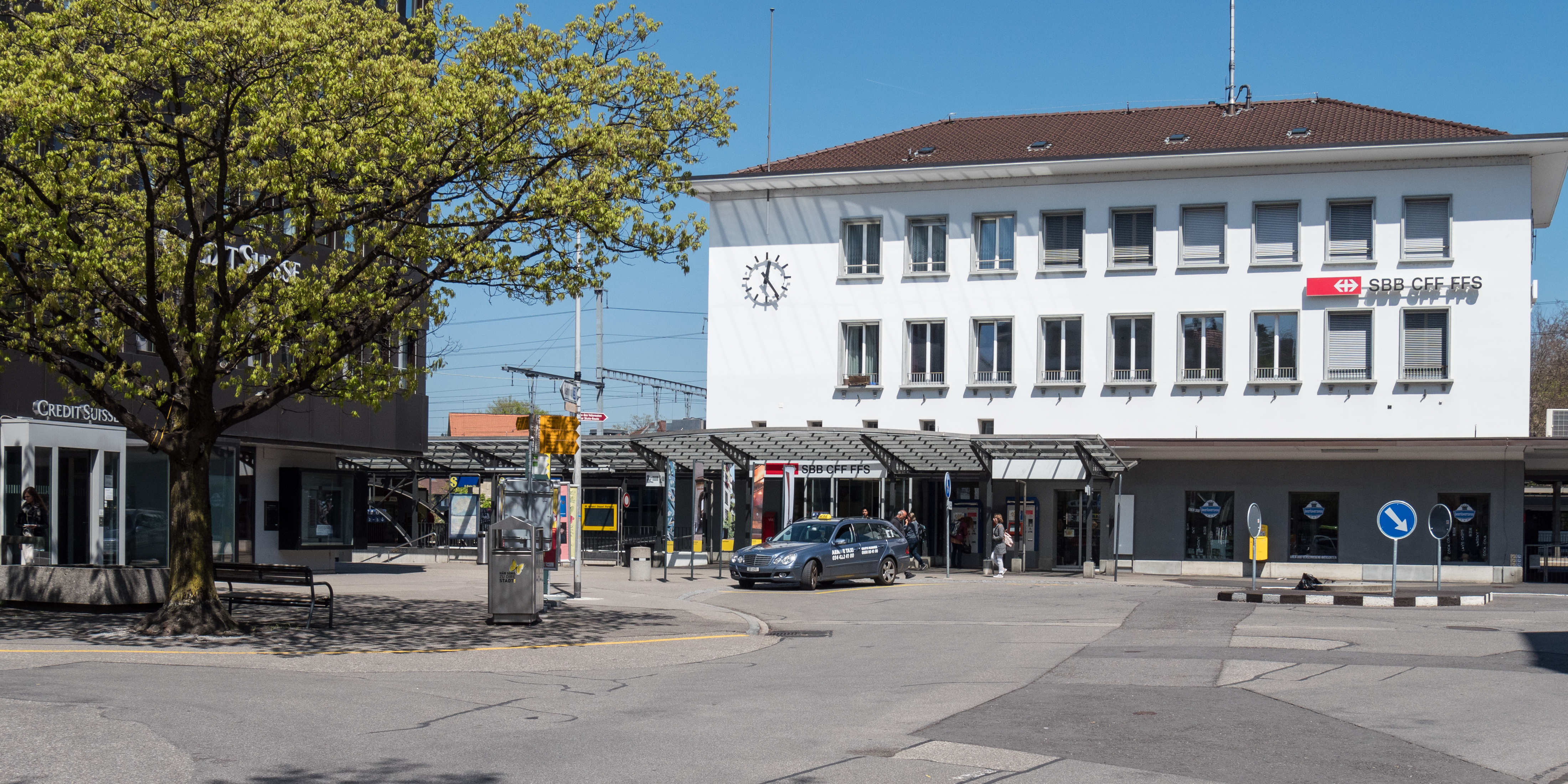
Blick von der Bahnhofstrasse auf das Empfangsgebäude (2019)

Ab 1989 wurde der Bahnhof gesamtsaniert. Neu waren die Perrons überdacht und konnten durch eine grosse Personenunterführung mit Rampenzugängen erreicht werden. Weiter wurden elektronische Zugsabfahrtsanzeigen installiert und die Schalteranlagen mit elektronischen Billettgeräten modernisiert. Im Nebengebäude wurden die Toilettenanlagen erneuert sowie ein Warteraum, Telefonkabinen, ein Expressbuffett und ein grösserer Kiosk eingerichtet.
2007 bis 2009 wurde der Bahnhof umgebaut. Die zwei Bahnhofsteile (jener der SBB und jener der BLS) wurden zusammengeführt.

## Verkehr

### Fernverkehr
- 17 Bern – Burgdorf – Olten
- 35 Bern – Burgdorf – Olten – Zürich HB – Chur

### Regionalverkehr
- S 4 Thun – Belp – Bern – Burgdorf – Langnau i. E.
- S 41 Thun – Konolfingen – Burgdorf – Solothurn
- S 44 Thun – Belp – Bern – Burgdorf (Flügelung) – Sumiswald-Grünen / Solothurn
- S 46 Solothurn – Burgdorf – Zollikofen – Ostermundigen

### Nahverkehr
Die Busland AG, eine Tochtergesellschaft der BLS AG betreibt in und um Burgdorf ein dichtes Liniennetz.
- 461 Burgdorf Bahnhof – Steinhof Bahnhof – Burgdorf Bahnhof (Ringlinie)
- 462 Burgdorf Bernstrasse – Burgdorf Bahnhof – Oberburg Geissrütti
- 463 Burgdorf Gyrischachen – Burgdorf Bahnhof – Meiefeld
- 465 Fraubrunnen/Lyssach – Burgdorf Bahnhof – Hasle-Rüegsau
- 466 Burgdorf Bahnhof – Kirchberg – Wynigen
- 467 Aefligen – Kirchberg – Burgdorf Bahnhof – Burgdorf Spital
- 468 Burgdorf Bahnhof – Lueg

## Modell

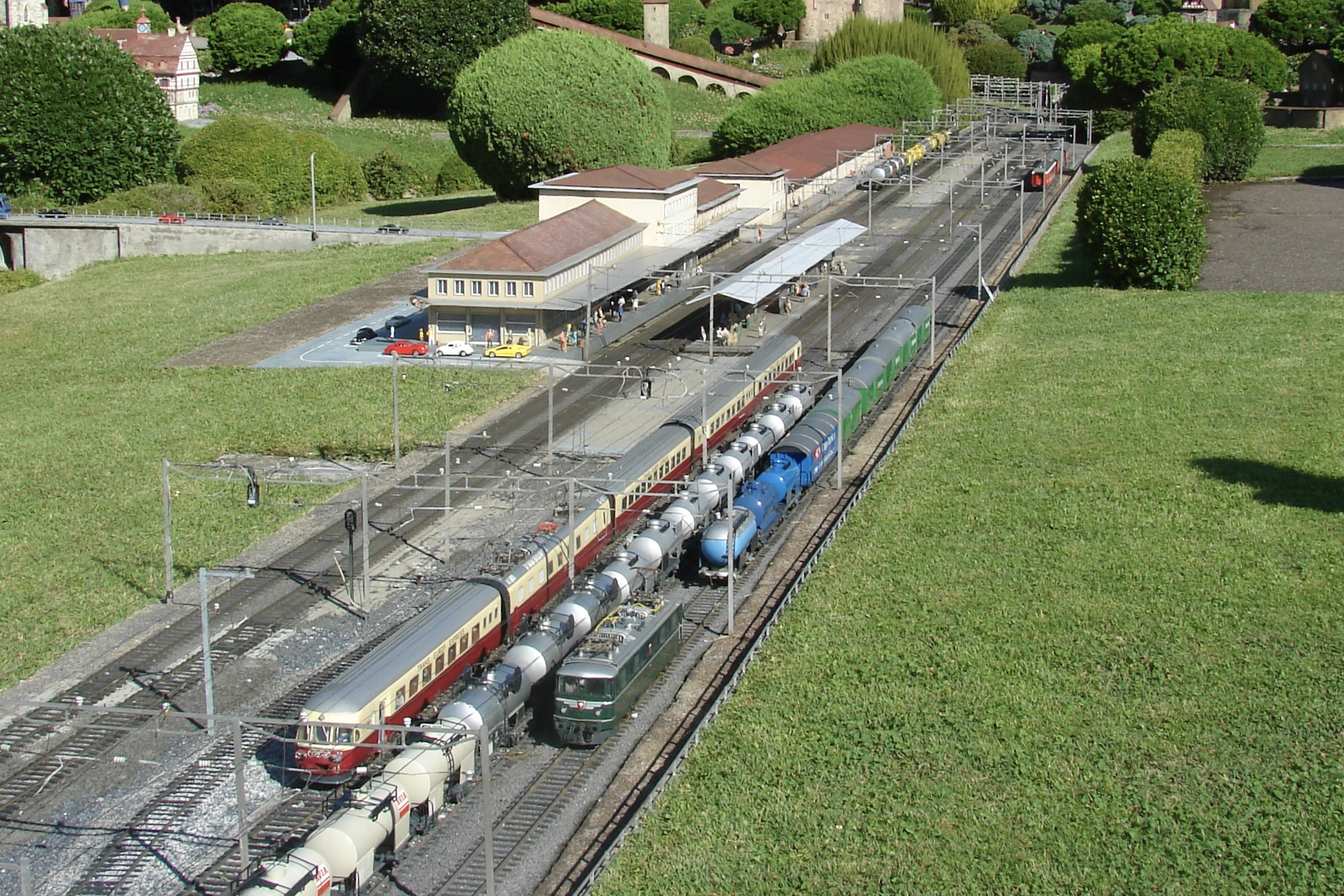
Ausschnitt der Modelleisenbahnanlage im Swissminiatur im Maßstab 1:25 in der Schweiz mit dem Bahnhof Burgdorf, 2009

Das Empfangsgebäude des Bahnhofs wurde im Modellpark Swissminiatur als Beiwerk zum Schloss Burgdorf an der Modelleisenbahnanlage nachgebildet (Lage).